# Col de la Futa
Le col de la Futa (italien : Passo della Futa) est un col dans la chaîne des Apennins, en Toscane, non loin de l'Émilie-Romagne, à une altitude de 903 mètres.
Il est situé sur la commune de Firenzuola, dans la ville métropolitaine de Florence. Il sépare les vallées de Mugello et du fleuve Santerno.
Il est traversé par la strada della Futa (ou Strada Regionale 65 - route régionale 65) qui relie Florence à Bologne.
Durant la Seconde Guerre mondiale, il faisait partie de la Ligne gothique. Un cimetière militaire allemand (Cimitero Militare Germanico della Futa) a été créé à proximité dans les années 1950.

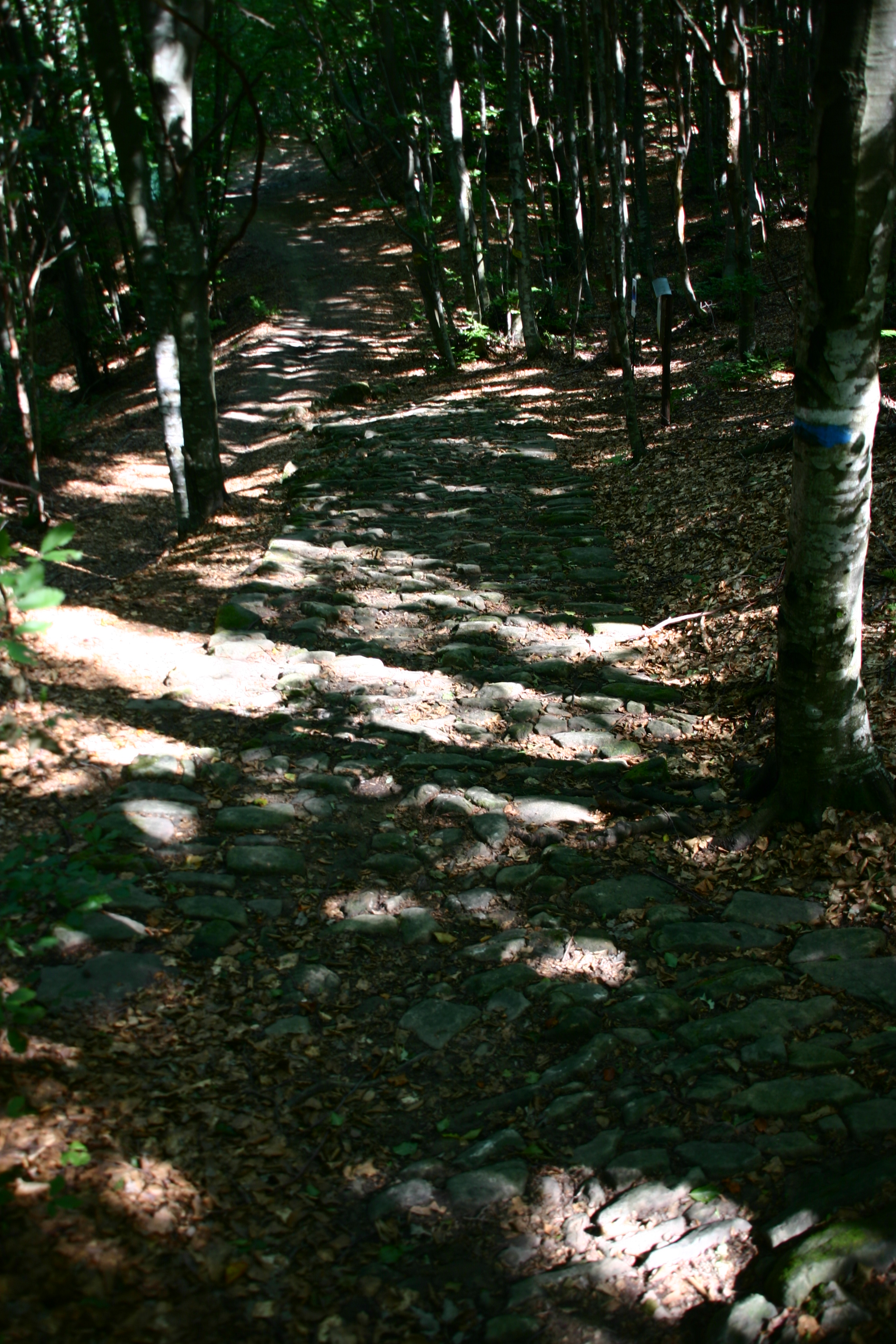
Chemin romain à travers le col de la Futa.